# زيد بن عمر بن الخطاب
زيد بن عمر بن الخطاب تابعي ولد في سنة 23 من الهجرة في آخر أيام خلافة أبيه عمر بن الخطاب، وأمه هي أم كلثوم بنت علي وجدته من جهة أُمه هي فاطمة الزهراء بنت النبي محمد. توفي شابا حيث مات متأثرا بجراحه بسبب فتنة وقعت بين بني عدي أهل أبيه وماتت أمه معه في يوم واحد وكان أول حدث في الإسلام أن يموت الابن وتموت والدته معه في نفس الوقت ولا يرث أحدهما الآخر، وكان ذلك في خلافة معاوية بن أبي سفيان في ولاية سعيد بن العاص على المدينة الذي تولى إمارة المدينة المنورة سنة 49 من الهجرة لذا يكون عمره وقت وفاته 26 عاما ولم يكن له عقب صلى عليه أخوه من أبيه عبد الله بن عمر بن الخطاب، وشهد الصلاة عليه خالاه الحسن والحسين. وكان يُلقب بابن الخليفتين نسبة إلى والده أمير المؤمنين عمر بن الخطاب وجده من أُمه علي بن أبي طالب.